# Brevistoma bardii
Brevistoma bardii là một loài côn trùng trong họ Nemopteridae thuộc bộ Neuroptera. Loài này được Navás miêu tả năm 1914.